# Лагучев, Султан Шамелевич
Султа́н Шаме́левич Ла́гучев (род. 25 февраля 1995, аул Кубина, Абазинский район, Карачаево-Черкесия, Россия) — российский певец и композитор. Заслуженный артист Карачаево-Черкесской Республики (2022). Лауреат премии «Жара Music Awards» (2022). Лауреат премии Шансон года (2024)
Исполнитель хитов: «Горький вкус», «Люблю и ненавижу», «Горячая, гремучая», «Хулиган», «Между нами война» и других песен. В 2021 году клип «Горький вкус» Султана стал самым просматриваемым музыкальным видео в России по версии YouTube (125,7 млн просмотров), сама композиция занимала первые места во многих музыкальных номинациях и чартах. В том числе на iTunes, Apple Music, в чартах ВК и на Муз-ТВ.

## Биография
Родился 25 февраля 1995 года в ауле Кубина Абазинского района, Карачаево-Черкесия. По национальности абазин. 
Музыкального образования не имеет. В 17 лет заинтересовался музыкальной грамотой и стал практиковать игру на национальной гармонике.
Играл в составе музыкального ансамбля.
В 2012 году выступил на фестивале абазинской музыки памяти Зули Ерижевой, где занял третье место.
С 2014 года стал выступать как гармонист и исполнитель. Работал на свадьбах.
Выпускник Северо-Кавказского государственной гуманитарно-технологической академии в городе Черкесске по специальности юрист.
В 2019 году выпустил композицию «Баъапl бара» («Ты где-то есть»), исполненную на абазинском языке. Далее последовала романтическая песня «Абыгъь гIважьква» («Желтые листья»). Авторами слов и музыки являются Керим Мхце и Владимир Чикатуев соответственно.
Дебютный альбом Султана Лагучева «Что же делать мне» появляется в 2019 году. В него входило только четыре композиции — 3 песни на абазинском языке и одна на русском.
В конце января 2021 года выпустил клип на композицию «Горький вкус», который снят на Александровской и Владимирской площадях в Ставрополе. Над видеороликом работал оператор, клипмейкер из Ставрополя Тимур Чехов.
Песня сначала вошла в топ-30 Яндекс. Музыки и в плейлист «Топ-100 Россия» от Apple Music, заняв в нём 27-ю строчку, первое место чарта «ВКонтакте».
Совместно с Исламом Итляшевым выпустил в феврале 2021 года клип на песню «Хулиган». Съёмки проходили на Владимирской площади в Ставрополе.
В 2021 году клип «Горький вкус» стал самым просматриваемым музыкальным видео в России в 2021 году по версии YouTube
Активно гастролирует.

## Личная жизнь
В 2023 году Султан Лагучев женился на девушке по имени Альбина. В 2024 у исполнителя родилась дочь Сафина.

## Творчество

### Альбомы
- «ЙачIвыйа са йысчпуш» — 2019
- «Хlыбызшва» — 2020

### Синглы
- «Алтын кибик» — 2020
- «Турецкий султан» — 2020
- «К тебе тянусь» — 2020
- «Мы абазины» — 2020
- «Горький вкус» — 2021
- «Хулиган» — 2021
- «Между нами война» — 2021
- «Любовь хулигана» — 2021[15][16]
- «Люблю и ненавижу» — 2022
- «Сделан из Стали» — 2022
- «На рахате» — 2022
- «Не Души» — 2022
- «Абаза» — 2022
- «Любовь Беда» — 2022
- «Горячая, гремучая» — 2022
- «Модная» — 2023
- «Глаза горящие» — 2023
- «Скучаю по ночам» — 2023
- «Коронована Мадам» — 2023
- «Эгоистка» — 2023
- «Милая беги» — 2023
- «Шипами ранила» — 2023
- «На той Вечеринке» — 2023
- «Песня о друге» — 2024
- «Сладкий Запах» — 2024
- «Тайфун» — 2024
- «Братья Тигры» — 2024
- «Истеричка» — 2024
- «Гасишься» — 2024
- «За любовь» — 2024
- «Россия» — 2024
- «Ты улетаешь, таешь»  — 2024
- «Попутчица» (кавер на песню Славы) — 2024
- «Гитара пой» — 2024
- «Полуночное такси» — 2025
- «Чердак» — 2025

## Награды
- 2022 — лауреат премии «Жара Music Awards» в номинации «Выбор VK Музыки»[17]
- 2022 — заслуженный артист Карачаево-Черкесской Республики[18]